# Família Pico
Os Pico, também conhecidos por Pico della Mirandola, foram uma família nobre italiana que detinha a soberania do Ducado de Mirandola e sobre outros territórios vizinhos, como Concordia, durante mais de quatro séculos, até que os seus domínios foram anexados pelos Este de Módena em 1711.
A família tem origem num certo Hugo (Ugo) Pico, filho de Manfredo Pico, ao qual é entregue, como recompensa dos serviços prestados, o castelo de Mirandola. 
O mais conhecido membro da família foi o humanista e filósofo Giovanni Pico della Mirandola.

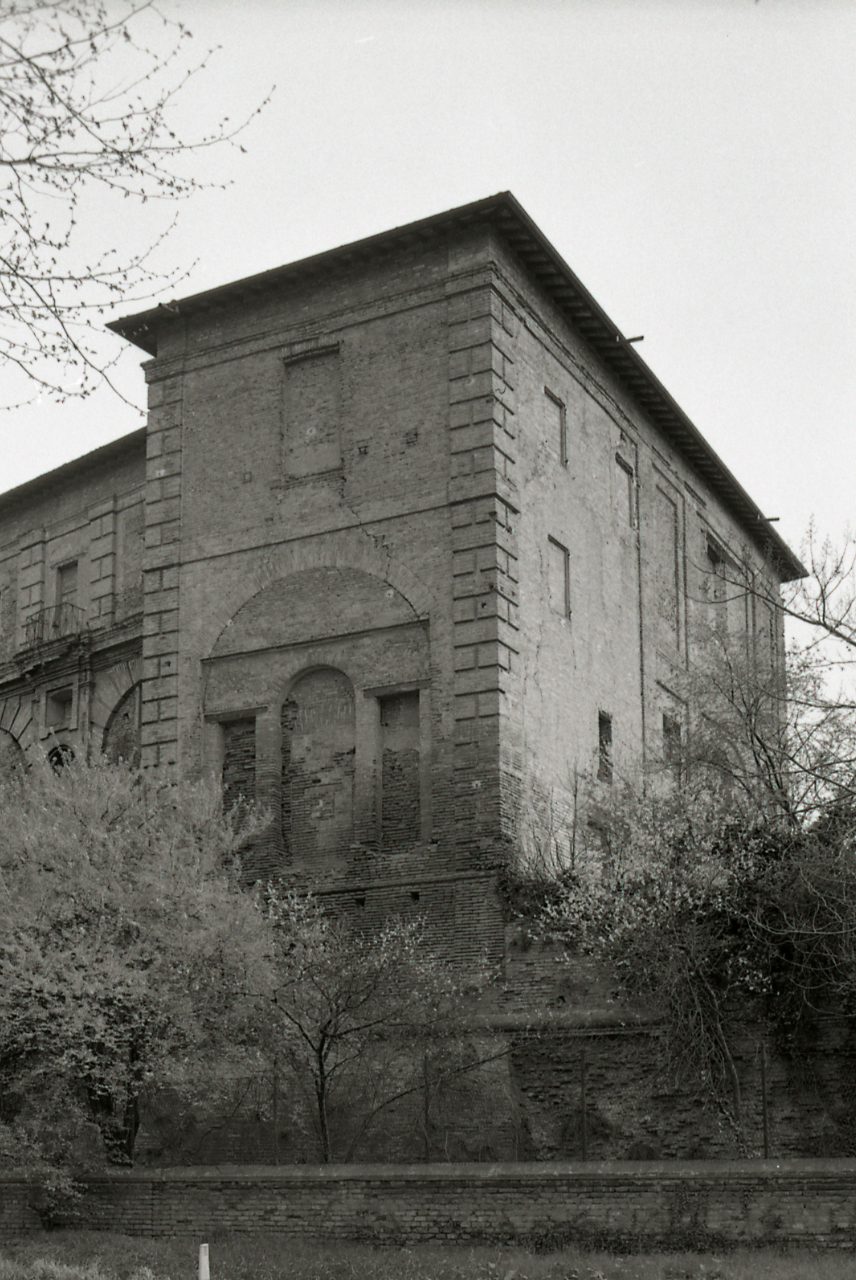
Castello dei Pico, Mirandola. Foto Paolo Monti, 1976.

## Linha dinástica

### Senhores de Mirandola
- 1311 - 1322 ca: Francisco I Pico

### Senhores de Mirandola e Concordia
- 1354 - 1399: Francisco II Pico
- 1399 - 1429: Francisco III Pico com João I Pico e Aiace Pico
- 1429 - 1432: Francisco III Pico com João I Pico

### Senhores de Mirandola e condes de Concordia
- 1432 - 1451: Francisco III Pico com João I Pico
- 1451 - 1461: Francisco III Pico
- 1461 - 1467: João Francisco Pico
- 1467 - 1499: Galeotto I Pico
- 1499 - 1502: João Francisco II Pico
- 1502 - 1504: Frederico I Pico com Ludovico I Pico
- 1504 - 1509: Ludovico I Pico
- 1509 - 1511: Galeotto II Pico
- 1511 - 1511: João Francisco II Pico
- 1514 - 1533: Galeotto II Pico

### Condes de Mirandola e Concordia
- 1533 - 1550: Galeotto II Pico
- 1550 - 1558: Ludovico II Pico
- 1568 - 1592: Galeotto III Pico
- 1592 - 1596: Frederico II Pico

### Príncipes de Mirandola e Marqueses de Concordia
- 1596 - 1602: Frederico II Pico
- 1602 - 1619: Alexandre I Pico

### Duques de Mirandola e Marqueses de Concordia
- 1619 - 1637: Alexandre I Pico
- 1637 - 1691: Alexandre II Pico
- 1691 - 1708: Francisco Maria II Pico

## Outros membros ilustres da família
- Agnese Pico (1303-1340), casou com Guido Gonzaga, senhor de Mântua
- Brígida Pico (1633-1720), regente (1691-1706) em nome do seu sobrinho-neto e último duque Francisco Maria II
- Laura Pico della Mirandola (1660-1720), casou-se com Ferdinando II Gonzaga
- Ludovico Pico della Mirandola (1668-1743), cardeal

## Pico de Monferrato
Os Pico de Monferrato eram o ramo primogênito dos Pico della Mirandola, que, impulsionados pelos seus primos de Mirandola, transferiram-se para Monferrato, onde obtiveram os títulos de Condes de Uviglie, de Casorzo, Senhores de Borgo Vecchio di Trino; Co-senhores de Terruggia, Rosignano, Cellamonte, Borgomale, Ottiglio; Patrícios e nobres de Baldacchino.
Por decreto de 20 de março de 1497 foram agregados ao Gonzaga de Mântua pelo Marquês Francisco II, com o gozo de todas as prerrogativas dos membros da casa do Marquês (mais tarde casa ducal).